# 聖母看護学校
聖母看護学校（せいぼかんごがっこう、英語: Seibo Nursing School）は、東京都新宿区下落合に設置されていた日本の看護師養成所である。
2005年4月に設置され、2017年3月に全ての在校生の卒業を以って廃止となった。
通信制看護師養成所として放送大学での学習も含まれており、当校で取得した単位と合わせて看護師国家試験受験資格を得る。
教育理念は聖母大学と同様に「愛によりて真理へ」であった。

## 沿革
- 2005年4月 - 学校法人聖母学園を母体とし、通信制看護師養成所（2年課程）として開校した。1学年定員400名。
- 2011年4月 - 設置者の学校法人聖母学園が学校法人上智学院と法人合併し、学校法人上智学院聖母看護学校となる。1学年定員350名に変更。
- 2013年4月 - 1学年定員250名に変更。
- 2016年4月 - 学生の募集を停止する。
- 2017年
  - 3月 - すべての在校生が卒業し、閉校となる。
  - 6月 - 各種学校の廃止と看護師養成所としての指定取り消しの認可を受ける。

## 学科
- 2年課程（通信制）

## 取得できる資格・免許
- 看護師国家試験受験資格

## 交通アクセス
現在の上智大学目白聖母キャンパス2号館にて主に講義・演習が行われていた。
- 東日本旅客鉄道山手線目白駅より徒歩15分
- 西武新宿線下落合駅より徒歩5分
- 西武池袋線椎名町より徒歩10分

## 系列校
- 聖母大学（2011年4月に上智大学総合人間科学部看護学科の設置に伴い、2014年に廃止となる。）
- 上智大学